# Somatina postlineata
Somatina postlineata là một loài bướm đêm trong họ Geometridae.